# Nico Pommerenke

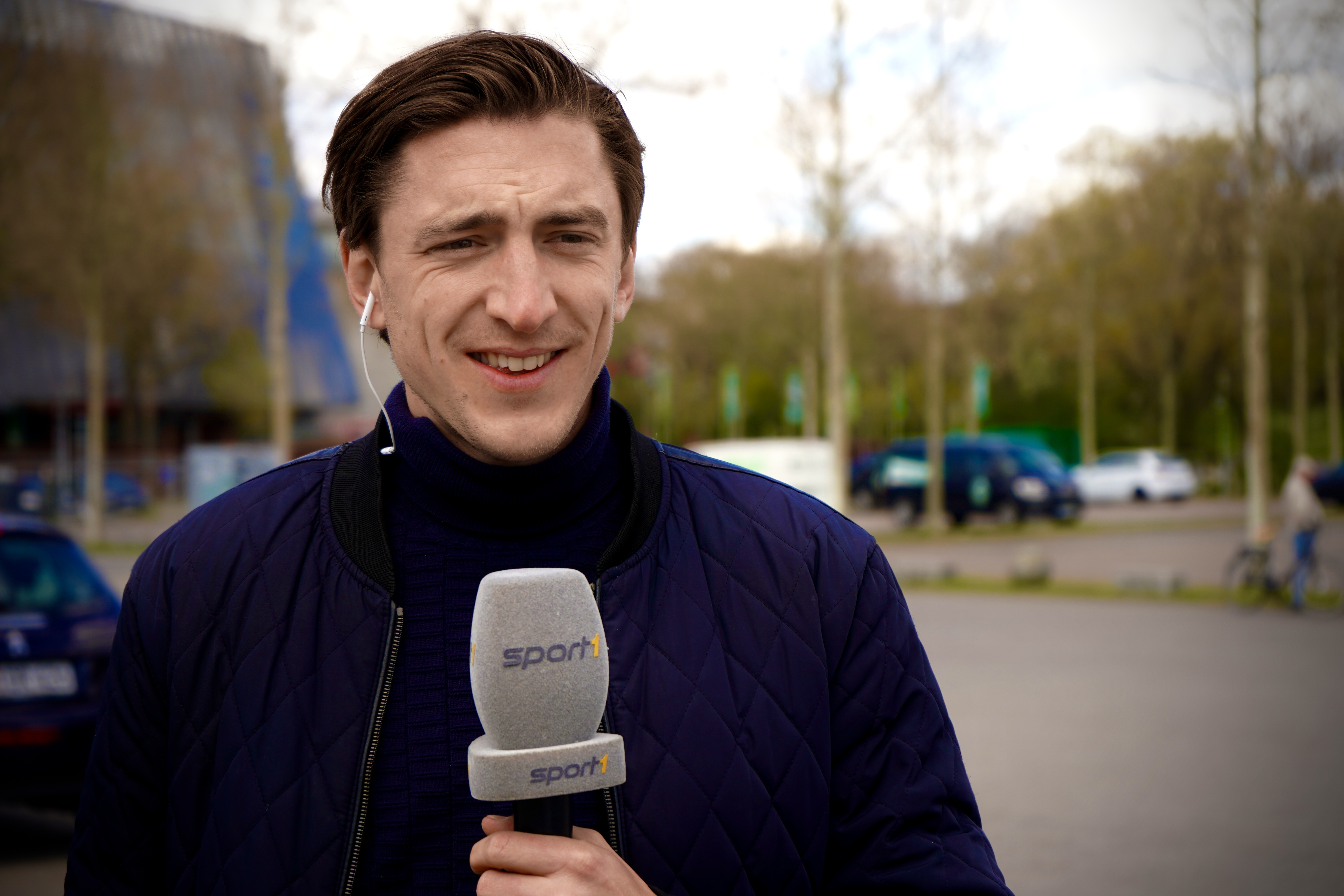
Nico Pommerenke vor dem Weserstadion

Nico Pommerenke (* 4. Dezember 1990 in Hamburg) ist ein deutscher Moderator, Kommentator und Unternehmer.

## Ausbildung
Nico Pommerenke absolvierte sein Abitur am Gymnasium Wentorf in Schleswig-Holstein. Im Anschluss studierte er Politikwissenschaft an der Universität Hamburg und erhielt dort seinen Bachelor of Arts.

## Beruflicher Werdegang
Im Jahr 2011 begann er seine journalistische Karriere als Volontär bei dem lokalen Nachrichtensender Hamburg 1 und war anschließend in verschiedenen Abteilungen des Senders tätig. Er ist seit Juli 2014 für den Sportnachrichtensender Sport1 im Einsatz und für die Berichterstattung aus dem Norden und Osten von Deutschland zuständig. Er berichtet über Vereine aus der Bundesliga wie den Hamburger SV, SV Werder Bremen, Hertha BSC oder RB Leipzig. Ebenso zählen die Sportarten Eishockey und Boxen zu seinem Fachgebiet.
Im August 2019 gründete Nico Pommerenke sein eigenes Unternehmen.
Für Sport1 ist Nico Pommerenke seit 2018 tätig. Er kommentiert in Kooperation mit dem Team Sauerland Boxkämpfe in ganz Deutschland.
Nico Pommerenke moderiert seit Juli 2018 regelmäßig das Online-Format Transfermarkt TV, in dem über Neuigkeiten aus dem Bereich Fußball berichtet und diskutiert wird.
Im August 2019 gründete er mit zwei weiteren Journalisten das Unternehmen RUN Forward Media GmbH, eine Videoproduktionsfirma mit Sitz in Hamburg-Eppendorf. Partner von RUN FWD Media sind Organisationen wie Sport1, Deichstube, Swiss Pro Boxing, Sportdigital, Transfermarkt TV.